# 베오그라드
베오그라드(세르비아어: Београд / Beograd 듣기 (도움말·정보), 영어: Belgrade 벨그레이드[*])는 세르비아의 수도이자, 발칸반도의 주요 도시 중 하나이다. 베오그라드는 ‘하얀 도시’라는 뜻이다. 1918년부터 2002년까지는 유고슬라비아의 수도였으며, 그 후 2005년까지는 세르비아 몬테네그로 연방의 수도였다. 인구는 2011년 기준 약 116만명이다.
이 도시는 오늘날, 세르비아가 유고 연방이 무너졌을 때, 그대로 수도 지위를 승계하였다.

## 지리

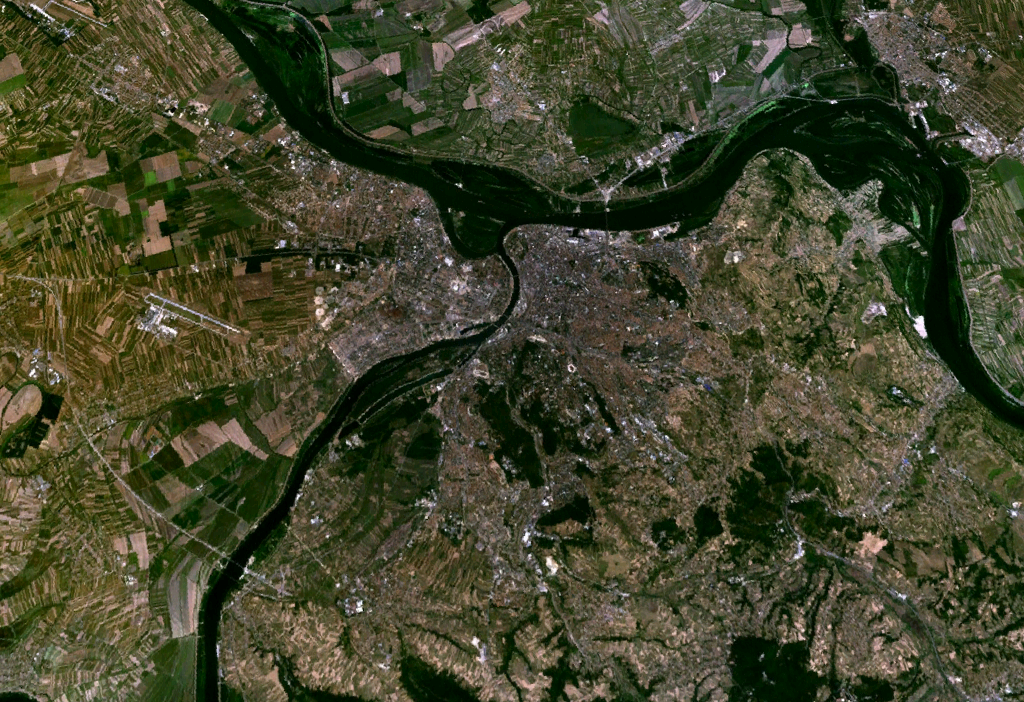
베오그라드의 위성사진

베오그라드는 해발 약 116.75m인 곳, 다뉴브강과 사바강의 합류점에 위치한다. 지리 좌표계 상 좌표는 북위 44°49'14", 동경 20°27'44"이다. 베오그라드의 역사적 중심 지역은, 현재 칼레메그단이라는 불리는 지역이다. 이 지역은 강의 동쪽 강 기슭이다. 19세기 이래로 베오그라드는 남쪽과 동쪽으로 확장을 해왔다. 제2차 세계 대전 종전 후, 교외 지역이었던 제문과 합쳐짐과 동시에, 노비베오그라드라는 지역이 사바 강 서쪽 강기슭에 건설되었다. 소규모의 다뉴브강 양 기슭에 걸쳐 주거 지역들, 크르냐차, 오브차 등도 베오그라드에 병합되었다. 베오그라드에는 약 360km2 면적의 도시 지역이 있다. 메트로폴리탄 지역으로 따지면 3223km2의 면적이 된다.

## 인구
| 연도 | 인구      | ±%      |
| ---- | --------- | ------- |
| 1426 | 50,000    | —       |
| 1683 | 100,000   | +100.0% |
| 1800 | 25,000    | −75.0%  |
| 1850 | 15,000    | −40.0%  |
| 1860 | 22,000    | +46.7%  |
| 1875 | 27,000    | +22.7%  |
| 1880 | 36,000    | +33.3%  |
| 1890 | 54,000    | +50.0%  |
| 1900 | 69,000    | +27.8%  |
| 1910 | 89,000    | +29.0%  |
| 1921 | 111,739   | +25.5%  |
| 1931 | 238,775   | +113.7% |
| 1948 | 397,911   | +66.6%  |
| 1953 | 477,982   | +20.1%  |
| 1961 | 657,362   | +37.5%  |
| 1971 | 899,094   | +36.8%  |
| 1981 | 1,087,915 | +21.0%  |
| 1991 | 1,133,146 | +4.2%   |
| 2002 | 1,119,642 | −1.2%   |
| 2011 | 1,166,763 | +4.2%   |

## 기후
| 베오그라드의 기후                                                    | 베오그라드의 기후 | 베오그라드의 기후 | 베오그라드의 기후 | 베오그라드의 기후 | 베오그라드의 기후 | 베오그라드의 기후 | 베오그라드의 기후 | 베오그라드의 기후 | 베오그라드의 기후 | 베오그라드의 기후 | 베오그라드의 기후 | 베오그라드의 기후 | 베오그라드의 기후 |
| 월                                                                   | 1월               | 2월               | 3월               | 4월               | 5월               | 6월               | 7월               | 8월               | 9월               | 10월              | 11월              | 12월              | 연간              |
| -------------------------------------------------------------------- | ----------------- | ----------------- | ----------------- | ----------------- | ----------------- | ----------------- | ----------------- | ----------------- | ----------------- | ----------------- | ----------------- | ----------------- | ----------------- |
| 역대 최고 기온 °C (°F)                                               | 20.7 (69.3)       | 23.9 (75.0)       | 30.0 (86.0)       | 32.4 (90.3)       | 34.9 (94.8)       | 38.7 (101.7)      | 43.6 (110.5)      | 41.8 (107.2)      | 41.8 (107.2)      | 34.7 (94.5)       | 29.3 (84.7)       | 22.7 (72.9)       | 43.6 (110.5)      |
| 일평균 최고 기온 °C (°F)                                             | 5.2 (41.4)        | 7.8 (46.0)        | 13.1 (55.6)       | 18.9 (66.0)       | 23.6 (74.5)       | 27.1 (80.8)       | 29.3 (84.7)       | 29.7 (85.5)       | 24.3 (75.7)       | 18.7 (65.7)       | 12.2 (54.0)       | 6.1 (43.0)        | 18.0 (64.4)       |
| 일일 평균 기온 °C (°F)                                               | 1.9 (35.4)        | 3.8 (38.8)        | 8.3 (46.9)        | 13.6 (56.5)       | 18.2 (64.8)       | 21.9 (71.4)       | 23.8 (74.8)       | 23.8 (74.8)       | 18.5 (65.3)       | 13.3 (55.9)       | 8.1 (46.6)        | 3.0 (37.4)        | 13.2 (55.8)       |
| 일평균 최저 기온 °C (°F)                                             | −0.7 (30.7)       | 0.6 (33.1)        | 4.2 (39.6)        | 8.8 (47.8)        | 13.2 (55.8)       | 16.7 (62.1)       | 18.4 (65.1)       | 18.5 (65.3)       | 14.1 (57.4)       | 9.4 (48.9)        | 5.1 (41.2)        | 0.5 (32.9)        | 9.1 (48.4)        |
| 역대 최저 기온 °C (°F)                                               | −26.2 (−15.2)     | −25.5 (−13.9)     | −14.4 (6.1)       | −6.1 (21.0)       | −1.4 (29.5)       | 4.6 (40.3)        | 8.3 (46.9)        | 6.7 (44.1)        | 0.6 (33.1)        | −6.9 (19.6)       | −11.1 (12.0)      | −19.3 (−2.7)      | −26.2 (−15.2)     |
| 평균 강수량 mm (인치)                                                | 47.9 (1.89)       | 43.5 (1.71)       | 48.7 (1.92)       | 51.5 (2.03)       | 72.3 (2.85)       | 95.6 (3.76)       | 66.5 (2.62)       | 55.1 (2.17)       | 58.6 (2.31)       | 54.8 (2.16)       | 49.6 (1.95)       | 54.8 (2.16)       | 698.9 (27.52)     |
| 평균 강수일수 (≥ 0.1 mm)                                             | 13.5              | 12.3              | 11.3              | 12.4              | 13.5              | 12.2              | 10.0              | 8.4               | 9.5               | 10.5              | 10.8              | 13.8              | 138.2             |
| 평균 강설일수                                                        | 9.7               | 7.3               | 4.2               | 0.7               | 0.0               | 0.0               | 0.0               | 0.0               | 0.0               | 0.1               | 3.0               | 7.8               | 32.8              |
| 평균 상대 습도 (%)                                                   | 77.9              | 71.4              | 62.7              | 59.9              | 61.9              | 62.5              | 59.8              | 59.5              | 65.8              | 71.4              | 75.1              | 79.5              | 67.3              |
| 평균 월간 일조시간                                                   | 70.7              | 96.2              | 146.7             | 186.7             | 224.7             | 253.9             | 278.8             | 262.6             | 192.6             | 155.0             | 92.1              | 60.3              | 2,020.3           |
| 출처: 세르비아 수문기상국 (평년값: 1991년~2020년, 극값: 1920년~현재) |                   |                   |                   |                   |                   |                   |                   |                   |                   |                   |                   |                   |                   |

## 역사
기원전 279년에 켈트족이 이 도시를 세웠다. 나중에 로마인이 이 도시를 싱기두눔(Singidinum)으로 불렀다. 훈족, 사르마티아인, 아바르족들이 한동안 이 도시를 놓고 쟁탈전을 벌였다.
520년에는 남슬라브족이 베오그라드에 정착했고 630년에는 세르비아인이 이 도시로 이주했다. 878년 베오그라드는 "벨리그라드"(Beligrad, 하얀 성을 의미함)라는 이름으로 등장했다. 중세 시대에는 400년 동안 비잔티움 제국, 프랑크 왕국, 불가리아, 헝가리의 지배를 받았으며 나중에 중세 세르비아 왕국의 수도가 되었다.
1371년에 일어난 마리차 전투, 1389년에 일어난 코소보 전투에서 오스만 제국이 세르비아를 연달아 격파하면서 세르비아 남부로 세력을 확장했다. 세르비아는 오스만 제국의 공격에 대비하기 위해 베오그라드 인근에 요새를 건립했다. 1440년, 1456년에는 오스만 제국이 베오그라드를 포위하면서 공격했지만 세르비아-헝가리 연합군에게 패배하고 만다.
1521년에는 오스만 제국에 정복되면서 스메데레보(Smederevo) 산자크의 행정 중심지가 되었다. 오스만 제국과 합스부르크 군주국이 세르비아의 지배권을 놓고 전쟁을 벌이면서 베오그라드의 거의 대부분이 파괴되었다. 베오그라드는 전략적 거점으로 여겨졌기 때문에 역사상 115차례의 전투와 44차례의 파괴가 벌어졌다.
1841년 베오그라드는 세르비아의 수도가 되었지만 베오그라드 북부는 한동안 합스부르크 왕가의 지배를 받았다. 1918년 제1차 세계 대전의 종전과 함께 베오그라드는 통일된 도시가 되었다.
1941년 3월에는 나치 독일, 이탈리아 왕국 등 추축국 진영이 유고슬라비아를 침공하는 과정에서 대규모 폭격이 전개되었다. 1944년 10월에는 소련의 지원을 받은 유고슬라비아 파르티잔이 베오그라드 공세를 통해 독일 국방군을 축출했다. 코소보 전쟁이 진행 중이던 1999년에는 북대서양 조약 기구(NATO)의 공습을 받았다.

## 교통
베오그라드의 대중 교통은 버스, 노면전차, 트롤리버스로 구성되어 있다. 또한, 시내에서 서쪽으로 약 12km 떨어진 곳에 베오그라드 니콜라 테슬라 공항이 있다.

## 관광
- 성 사바 대성당

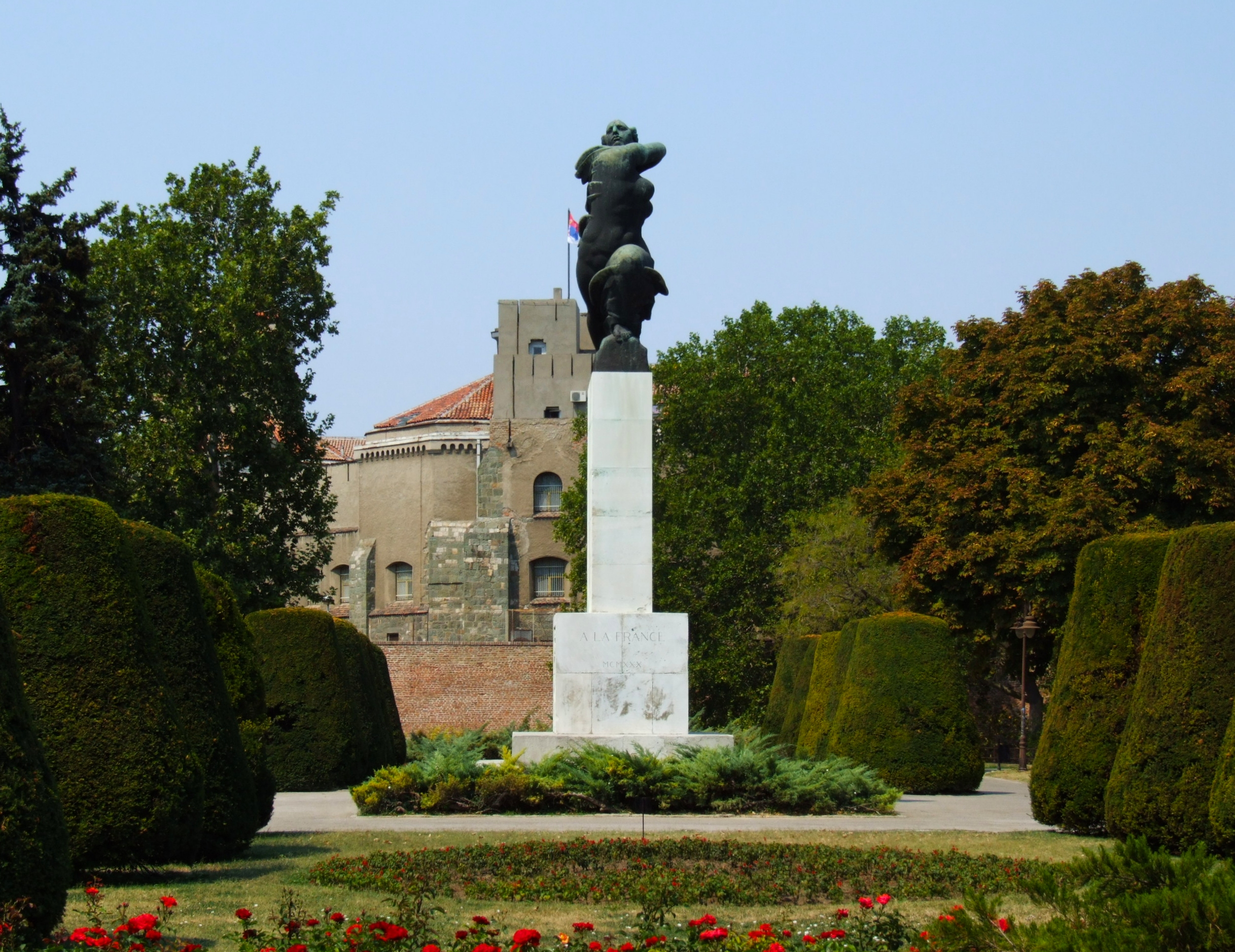
칼레메그단 공원

- 칼레메그단 공원

## 행정 구역
베오그라드는 17개 지방 자치체로 구성되어 있다.
- 바라예보
- 보주도바츠
- 브라차르
- 그로츠카
- 즈베즈다라
- 제문
- 라자레바츠
- 믈라데노바츠
- 노비베오그라드
- 오브레노바츠
- 팔릴룰라
- 라코비차
- 사브스키베나츠
- 소포트
- 스타리그라드
- 수르친
- 추카리차

## 스포츠
세계적인 명문 축구 클럽 츠르베나 즈베즈다와 FK 파르티잔이 베오그라드를 연고로 하고 있다.

## 자매 도시
- 영국 코번트리 (1957년)
- 중국 베이징 (1980년)
- 이스라엘 텔아비브 (1990년)
- 오스트리아 빈 (2003년)
- 미국 시카고 (2005년)
- 파키스탄 라호르 (2007년)
- 그리스 케르키라 (2010년)